# Jacques Tourneur
Jacques Tourneur (właśc. Jacques Thomas; ur. 12 listopada 1904 w Paryżu, zm. 19 grudnia 1977 w Bergerac) – francusko-amerykański reżyser filmowy i telewizyjny, twórca horrorów, m.in. takich tytułów jak Ludzie-koty (1942) i Noc demona (1957).

## Życiorys
Urodził się jako Jacques Thomas 12 listopada 1904 w Paryżu. W 1914 przeniósł się wraz z ojcem, francuskim reżyserem filmowym Mauricem Tourneurem do Stanów Zjednoczonych (pracował tam jako Jacques Tourneur). Edukację zaczął w Nowym Jorku, kontynuował ją w szkole średniej Hollywood High School. W 1924 zaczął wykonywać drobne prace w wytwórni Metro-Goldwyn-Mayer, był też sekretarzem planu podczas produkcji filmów ojca. W 1926 Maurice Tourneur opuścił Hollywood i wrócił do Europy, jego syn zdecydował się zostać w Stanach Zjednoczonych. Próbował sił w karierze aktorskiej, jednak nie odniósł sukcesu. W 1928 wyjechał do Berlina, aby pracować z ojcem. Od 1930 do 1935 pełnił funkcję drugiego reżysera i montażysty przy jego filmach. W 1931 wyreżyserował swój pierwszy film Tout ça ne vaut pas l'amour.
W 1935, po nakręceniu czterech filmów, wrócił do Hollywood. Ponownie podjął pracę w MGM, tym razem jako reżyser drugiej ekipy zdjęciowej. Kręcił też filmy krótkometrażowe. Jego pierwsza pełnometrażowa produkcja w Hollywood, They All Come Out (1939) również miała być początkowo krótkim metrażem, jednak decyzją Louisa B. Mayera, któremu film się spodobał, dokręcono do niego dodatkowe sceny. Dla MGM Tourneur nakręcił swoje kolejne 3 filmy.
W 1942 Val Lewton, którego poznał na planie Opowieści o dwóch miastach, zatrudnił go jako reżysera w wytwórni RKO Pictures. Dla RKO nakręcił m.in. filmy Ludzie-koty (1942), Wędrowałam z zombie (1943), Experiment Perilous (1944) i Człowiek z przeszłością (1947). Pracował w wielu gatunkach, tworzył m.in. horrory, ale też filmy noir i westerny.
W latach 50. XX wieku zajął się reżyserią telewizyjną. W 1966 przeszedł na emeryturę i wrócił do Francji. Zmarł 19 grudnia 1977 w Bergerac.

## Wybrana filmografia
- Tout ça ne vaut pas l'amour (1931)
- Toto  (1933)
- Pour être aimé (1933)
- Ludzie-koty (1942)
- Wędrowałam z zombie (1943)
- The Leopard Man (1943)
- Experiment Perilous (1944)
- Dni chwały (1944)
- Człowiek z przeszłością (1947)
- Berlin Express (1948)
- Noc demona (1957)